# Sipplingen
Sipplingen è un comune tedesco di 2 158 abitanti, situato nel land del Baden-Württemberg.